# Lista de representantes da África do Sul ao Oscar de melhor filme internacional
Lista de filmes sul-africanos concorrentes à indicação ao Oscar de melhor filme internacional (anteriormente conhecido como Oscar de melhor filme estrangeiro). A África do Sul inscreve filmes nessa categoria desde 1989. O prêmio é concedido anualmente pela Academia de Artes e Ciências Cinematográficas.
Dois filmes sul-africanos foram indicados para o prêmio: Yesterday e Infância Roubada (que ganhou o Oscar de Melhor Filme Estrangeiro no 78º Oscar).

## Filmes inscritos
| Ano (Ceremônia)   | Título em português   | Título original               | Idiomas                            | Direção                     | Resultado      |
| ----------------- | --------------------- | ----------------------------- | ---------------------------------- | --------------------------- | -------------- |
| 1989 (62ª edição) | Mapantsula            | Mapantsula                    | Zulu, Afrikaans, Sesotho, Inglês   | Oliver Schmitz              | Não indicado   |
| 1997 (70ª edição) |                       | Paljas                        | Afrikaans                          | Katinka Heyns               | Não indicado   |
| 2004 (77ª edição) | Yesterday             | Yesterday                     | Zulu                               | Darrell Roodt               | Indicado       |
| 2005 (78ª edição) | Infância Roubada      | Tsotsi                        | Sesotho, Tswana, Afrikaans, Inglês | Gavin Hood                  | Ganhou o Oscar |
| 2008 (81ª edição) | Jerusalema            | Jerusalema                    | Sesotho, inglês, Tsotsitaal        | Ralph Ziman                 | Não indicado   |
| 2009 (82ª edição) |                       | White Wedding                 | Zulu, Xhosa, Afrikaans, Inglês     | Jann Turner                 | Não indicado   |
| 2010 (83ª edição) | A Vida, Acima de Tudo | Life, Above All               | Sotho do Norte                     | Oliver Schmitz              | Pré-lista      |
| 2011 (84ª edição) | Beleza                | Skoonheid/Beauty              | Afrikaans                          | Oliver Hermanus             | Não indicado   |
| 2012 (85ª edição) |                       | Little One                    | Zulu                               | Darrell Roodt               | Não indicado   |
| 2013 (86ª edição) |                       | Four Corners                  | Afrikaans                          | Ian Gabriel                 | Não indicado   |
| 2014 (87ª edição) | Elelwani              | Elelwani                      | Venda                              | Ntshavheni wa Luruli        | Não indicado   |
| 2015 (88ª edição) |                       | Thina Sobabili: The Two of Us | Zulu                               | Ernest Nkosi                | Não indicado   |
| 2016 (89ª edição) |                       | Noem My Skollie/Call Me Thief | Afrikaans                          | Daryne Joshua               | Não indicado   |
| 2017 (90th)       | Os Iniciados          | Inxeba/The Wound              | Xhosa                              | John Trengove               | Pré-lista      |
| 2018 (91ª edição) |                       | Sew the Winter to My Skin     | Afrikaans, Xhosa, Inglês           | Jahmil X.T. Qubeka          | Não indicado   |
| 2019 (92ª edição) |                       | Knuckle City                  | Xhosa                              | Jahmil X.T. Qubeka          | Não indicado   |
| 2020 (93ª edição) |                       | Toorbos                       | Afrikaans                          | Rene van Rooyen             | Não indicado   |
| 2023 (96ª edição) |                       | Music is My Life              | Zulu, Inglês                       | Carolyn Carew & Mpumi Mbele | Não indicado   |